# Конфианце, Фади
Фади Конфианце (англ. Fadi Confiance; 28 июня 1997 — 18 марта 2018) — сейшельский шоссейный велогонщик.

## Карьера
Многократный призёр чемпионата Сейшел в групповой и индивидуальной гонке.
В феврале 2015 принял участие в чемпионате Африки в категории U19. Летом 2015 года на Играх островов Индийского океана занял третье место в командной гонке вместе с Ахмадом Арисолом, Крисом Жерменом и Домиником Арисолом.
Умер 18 марта 2018 года после непродолжительной болезни.
В конце мая того же года в память о нём была проведена многодневная велогонка Мемориальный тур Фади Конфианса победителем которой стал Ахмад Арисол.

## Достижения
2013
3-й на Season Opener Seychelles
3-й на Pure FM 90.7 K Road Race
3-й Чемпионат Сейшел — групповая гонка
2014
2-й Чемпионат Сейшел — индивидуальная гонка
2015
2-й Чемпионат Сейшел — групповая гонка
 Игры островов Индийского океана — командная гонка (с Ахмад Арисол, Крисом Жерменом и Домиником Арисолом)
2017
Seychelles Duo Time Trial (с Мигель Матье)
1-й этап Labour Tour
3-й Чемпионат Сейшел — индивидуальная гонка
5-й на Petite Paris